# Harold Kelley
Harold Kelley (16. února 1921, Boise – 29. ledna 2003, Malibu) byl americký psycholog, představitel sociální psychologie, profesor na Kalifornské univerzitě v Los Angeles, 43. nejcitovanější psycholog ve 20. století. Zaobíral se především výzkumem skupin, persvaze a atribuce.

## Život
Vystudoval psychologii na Kalifornské univerzitě v Berkeley. Za druhé světové války připravoval pro americkou armádu testy, které měly prověřit psychickou zdatnost pilotů. Po válce nastoupil do významného Center for Group Dynamics na Massachusetts Institute of Technology, které vedl Kurt Lewin (po jehož smrti v roce 1949 se Centrum přesunulo na Michiganskou univerzitu). V letech 1950-1955 působil na Yaleově univerzitě, kde se podílel na tamějším známém výzkumu přesvědčitelnosti - persvaze. Patřil k nejvýznamnějším autorům, spolu s Irvingem Janisem a Carlem Hovlandem. Roku 1955 však odešel na univerzitu v Minnesotě, kde začal úzce spolupracovat s Johnem Thibautem, s nímž vydal velmi citovanou knihu The Social Psychology of Groups a rozvinul tzv. teorii vzájemné závislosti (interdependence theory), kterou společně doformulovali roku 1978 v knize Interpersonal Relations: A Theory of Interdependence. To už však byl Kelley profesorem psychologie na Kalifornské univerzitě v Los Angeles, kde strávil závěr své akademické kariéry.